# Uloborus shendurneyensis
Espèce
Uloborus shendurneyensis est une espèce d'araignées aranéomorphes de la famille des Uloboridae.

## Distribution
Cette espèce est endémique du Kerala en Inde,. Elle se rencontre dans le district de Quilon dans le sanctuaire de faune de Shendurney.

## Description
La femelle holotype mesure 4,0 mm et le mâle paratype 3,2 mm.

## Systématique et taxinomie
Cette espèce a été décrite par Asima, Sudhikumar et Prasad en 2021.

## Étymologie
Son nom d'espèce, composé de shendurney et du suffixe latin -ensis, « qui vit dans, qui habite », lui a été donné en référence au lieu de sa découverte, le sanctuaire de faune de Shendurney.

## Publication originale
- Asima, Sudhikumar & Prasad, 2021 : « Description of a new species of Uloborus Latreille, 1806 (Araneae: Uloboridae) from Shendurney Wildlife Sanctuary of Western Ghats, India. » Serket, vol. 18, no 1, p. 47-52.